# Lukas Lattinger
Lukas Lattinger (* 1989 in Wien) ist ein österreichischer Journalist und Fernsehmoderator. Seit 2020 moderiert er die ORF-Sendung Wien heute.

## Leben
Lukas Lattinger hat seine familiären Wurzeln in der Steiermark. Er studierte Journalismus und Medienmanagement an der FH Wien. Seine ersten journalistischen Erfahrungen sammelte er bei mehreren Tageszeitungen und bei Sturm12.at. Seit 2013 arbeitet er in der Redaktion des ORF-Landesstudios Wien als Redakteur für Radio Wien, Wien heute und wien.ORF.at.
Er ist zudem als Chef vom Dienst für Wien heute tätig und berichtet regelmäßig mit Live-Einstiegen auch für andere ORF-Sendungen wie der Zeit im Bild. Seit August 2020 moderiert er Wien heute und ist (Stand: Februar 2021) neben Patrick Budgen, Ulrike Dobeš und Elisabeth Vogel einer von vier regelmäßig auftretenden Moderatoren dieser Sendung.